# Monotagma contractum
Monotagma contractum är en strimbladsväxtart som beskrevs av Huber. Monotagma contractum ingår i släktet Monotagma och familjen strimbladsväxter. Inga underarter finns listade.